# Raiding
Raiding (em húngaro Doborján; em croata Rajnof) é um município da Áustria localizado no distrito de Oberpullendorf, no estado de Burgenland.
O compositor e pianista Franz Liszt nasceu nesta localidade em 22 de outubro de 1811.